# 吉田直弘
吉田 直弘（よしだ なおひろ、1971年6月14日 - ）は、日本中央競馬会 (JRA) ・栗東トレーニングセンターに所属する調教師。ダート競走での勝鞍が多い傾向にあり中央競馬において約70%がダート競走による勝鞍である。

## 来歴
1995年、10月にJRA競馬学校厩務員課程に入学する。
1996年、3月から栗東・梅内忍厩舎所属の厩務員となり、4月より調教厩務員となる。
1997年、6月より調教助手となる。
2004年、栗東･角居勝彦厩舎所属の調教助手となる。
2007年、2月に新規調教師免許試験に合格。太宰義人調教師の死去に伴い、野村彰彦厩舎に臨時貸付されていた馬房を譲り受け、同年6月21日付けで厩舎を開業する。6月23日、阪神競馬の3Rにキーライセンスが初出走。同年7月21日、新潟12Rでマイネルクラッチが1着となり延べ9頭目でJRA初勝利を挙げる。
2008年11月8日、東京競馬の第13回武蔵野ステークスに管理馬のキクノサリーレが優勝し、厩舎開業以来初の重賞制覇を果たした。さらに同年12月17日、第59回全日本2歳優駿を管理馬スーニで制し、Jpn1競走初制覇。
2013年3月2日、阪神2Rでゴダールが1着となり、現役157人目となるJRA通算100勝を達成。
2018年7月7日、函館2Rでキクノロージスが1着となり、2772戦目で現役105人目となるJRA通算200勝を達成。
2024年9月14日、中山11Rでエティエンヌが1着となり、4297戦目で現役69人目となるJRA通算300勝を達成。

## 調教師成績
|            | 日付           | 競馬場・開催   | 競走名        | 馬名             | 頭数 | 人気 | 着順 |
| ---------- | -------------- | -------------- | ------------- | ---------------- | ---- | ---- | ---- |
| 初出走     | 2007年6月23日  | 3回阪神3日3R   | 3歳未勝利     | キーライセンス   | 10頭 | 10   | 8着  |
| 初勝利     | 2007年7月21日  | 2回新潟3日12R  | 3歳上500万下  | マイネルクラッチ | 18頭 | 1    | 1着  |
| 重賞初出走 | 2008年4月27日  | 3回京都2日11R  | アンタレスS   | キクノアロー     | 16頭 | 12   | 15着 |
| 重賞初勝利 | 2008年11月8日  | 5回東京1日11R  | 武蔵野S       | キクノサリーレ   | 16頭 | 5    | 1着  |
| GI初出走   | 2009年2月22日  | 1回東京8日11R  | フェブラリーS | キクノサリーレ   | 16頭 | 9    | 14着 |
| GI級初勝利 | 2008年12月17日 | 10回川崎3日10R | 全日本2歳優駿 | スーニ           | 12頭 | 1    | 1着  |

## 主な管理馬
※括弧内は当該馬の優勝重賞競走、太字はGI級競走。
- スーニ（2008年兵庫ジュニアグランプリ、全日本2歳優駿、2009年JBCスプリント、2010年黒船賞、東京スプリント、2011年サマーチャンピオン、東京盃、JBCスプリント、兵庫ゴールドトロフィー）
- キクノサリーレ（2008年武蔵野ステークス）
- ゴルトブリッツ（2011年アンタレスステークス、マーキュリーカップ、2012年アンタレスステークス、帝王賞)
- ボレアス（2011年レパードステークス）
- ピイラニハイウェイ（2012年佐賀記念、浦和記念）
- キクノストーム （2015年カペラステークス）
- マイネルグリット （2019年小倉2歳ステークス）
- マリアエレーナ（2022年小倉記念）
- モーリス（デビュー～2014年途中、堀宣行厩舎に転厩）